# (35911) 1999 JB95
1999 JB95 (asteroide 35911) é um asteroide da cintura principal. Possui uma excentricidade de 0.16005640 e uma inclinação de 11.53903º.
Este asteroide foi descoberto no dia 12 de maio de 1999 por LINEAR em Socorro.